# Tournoi d'ouverture du championnat d'Argentine de football 1995
Navigation
Tournoi précédent Tournoi suivant
Le tournoi d'ouverture de la saison 1995 du Championnat d'Argentine de football est le premier tournoi semestriel de la 66e édition du championnat de première division en Argentine. Les vingt équipes sont regroupées au sein d'une poule unique où elles affrontent une fois chacun de leurs adversaires. Il n'y a ni promotion, ni relégation à l'issue de ce tournoi.
C'est le club de Velez Sarsfield qui remporte le tournoi après avoir terminé en tête du classement final, avec six points d'avance sur un trio composé du Racing Club, du Lanús et de Boca Juniors. C'est le troisième titre de champion d'Argentine de l'histoire du club.

## Qualifications continentales
Le vainqueur du tournoi Ouverture est qualifié pour la Copa Libertadores 1997.

## Les clubs participants
| \| Buenos Aires La Plata Rosario Córdoba Jujuy Santa Fe \| Villes représentées lors de la saison 1995-1996 |
| Buenos Aires La Plata Rosario Córdoba Jujuy Santa Fe                                                       |

- Banfield
- Argentinos Juniors
- Gimnasia y Esgrima (La Plata)
- Gimnasia y Esgrima (Jujuy)
- Rosario Central
- Belgrano (Córdoba)
- Boca Juniors
- Ferro Carril Oeste
- Deportivo Español
- Independiente
- Lanús
- Newell's Old Boys (Rosario)
- Platense
- Racing Club
- San Lorenzo de Almagro
- Huracán
- River Plate
- Vélez Sársfield
- Estudiantes (La Plata) - Promu de Primera B Nacional
- Colón (Santa Fe) - Promu de Primera B Nacional

## Compétition
Le barème utilisé pour établir le classement est le suivant :
- Victoire : 3 points
- Match nul : 1 point
- Défaite : 0 point

### Classement
| Rang | Équipe                        | Pts | J  | G  | N | P  | Bp | Bc | Diff |
| ---- | ----------------------------- | --- | -- | -- | - | -- | -- | -- | ---- |
| 1    | Vélez Sársfield               | 41  | 19 | 13 | 2 | 4  | 29 | 13 | +16  |
| 2    | Racing Club                   | 35  | 19 | 10 | 5 | 4  | 35 | 24 | +11  |
| 3    | Lanús                         | 35  | 19 | 10 | 5 | 4  | 25 | 16 | +9   |
| 4    | Boca Juniors                  | 35  | 19 | 9  | 8 | 2  | 23 | 16 | +7   |
| 5    | San Lorenzo de AlmagroT       | 32  | 19 | 9  | 5 | 5  | 35 | 24 | +11  |
| 6    | Huracán                       | 32  | 19 | 9  | 5 | 5  | 25 | 22 | +3   |
| 7    | River Plate                   | 29  | 19 | 7  | 8 | 4  | 21 | 20 | +1   |
| 8    | Gimnasia y Esgrima (Jujuy)    | 28  | 19 | 8  | 4 | 7  | 28 | 30 | -2   |
| 9    | Estudiantes (La Plata)P       | 25  | 19 | 6  | 7 | 6  | 29 | 23 | +6   |
| 10   | Rosario Central               | 24  | 19 | 5  | 9 | 5  | 18 | 20 | -2   |
| 11   | Platense                      | 23  | 19 | 5  | 8 | 6  | 25 | 24 | +1   |
| 12   | Newell's Old Boys (Rosario)   | 23  | 19 | 5  | 8 | 6  | 26 | 32 | -6   |
| 13   | Colón (Santa Fe)P             | 21  | 19 | 5  | 6 | 8  | 22 | 20 | +2   |
| 14   | Independiente                 | 21  | 19 | 4  | 9 | 6  | 15 | 18 | -3   |
| 15   | Gimnasia y Esgrima (La Plata) | 21  | 19 | 5  | 6 | 8  | 14 | 25 | -11  |
| 16   | Argentinos Juniors            | 19  | 19 | 5  | 4 | 10 | 18 | 22 | -4   |
| 17   | Ferro Carril Oeste            | 17  | 19 | 3  | 8 | 8  | 21 | 29 | -8   |
| 18   | Deportivo Español             | 17  | 19 | 3  | 8 | 8  | 18 | 26 | -8   |
| 19   | Banfield                      | 14  | 19 | 2  | 8 | 9  | 17 | 29 | -12  |
| 20   | Belgrano (Córdoba)            | 13  | 19 | 2  | 7 | 10 | 12 | 23 | -11  |

|  | Qualification directe pour la Copa Libertadores 1997 |
|  | T : Tenant du titre P : Club promu de Primera B      |

## Bilan de la saison
| Championnat d'Argentine de football 1995 |                            |
| Champion                                 | Velez Sarsfield (3e titre) |
| Coupes et trophées                       |                            |
| Vainqueur de la Coupe d'Argentine 1995   | Non disputée               |
| Qualifications continentales             |                            |
| Copa Libertadores 1997                   | Velez Sarsfield            |
| Promotions et relégations                |                            |
| Promus en Primeria Division              | Aucun                      |
| Relégués en Segunda Division             | Aucun                      |